# Ука (река)
Ука́ — река на северо-востоке полуострова Камчатка. Протекает по территории Карагинского района Камчатского края.
Длина реки — 149 км. Площадь водосборного бассейна — 4480 км².
Образуется при слиянии рек Правая Ука и Левая Ука. Впадает в Укинскую губу пролива Литке. На реке располагался одноимённый рыболовецкий посёлок.
Название в переводе с корякского Укивэем — «сельдевая река».

## Данные водного реестра
По данным государственного водного реестра России относится к Анадыро-Колымскому бассейновому округу.
Код объекта в государственном водном реестре — 19060000312120000010178.